# エディ・コロン
エドウィン・カルロス・ コロン（Edwin Carlos Colón、1982年12月21日 - ）は、プエルトリコ・サンフアン出身のプロレスラー。
父は "プエルトリコの帝王" ことカルロス・コロン。兄はWWEで活躍したカリート。親戚には、WWEに所属しているエピコがいる。

## 来歴

### WWC
父カルロス・コロンの団体WWCにて兄であるカーリー・コロンと共に1999年にデビュー。WWCユニバーサル・ヘビー級王座を6度、WWCプエルトリコ・ヘビー級王座を5度獲得するなど、団体のトップレスラーとして活躍した。兄カーリーとは一度だけ、共にWWCタッグ王座を獲得している。

### WWE
兄であるカーリー・コロンが2004年にカリートのリングネームでWWEデビューを果たし、その後を追うようにWWEの下部団体であるFCWと契約。FCWではエリック・ペレスと組みFCWフロリダタッグチーム王座の初代王者となる。
2008年8月、RAWのゼネラルマネージャーであるマイク・アダムルの中途半端な紹介を受けて、初めてテレビに姿を現す（アダムルが途中でジョン・シナに駆け寄ったため、完全に紹介されず中途半端に紹介され終わった）。
翌週のRAWにて、兄カリートに扮したチャーリー・ハースを相手に正式デビュー戦を飾り、勝利を収めた（なお、ハースの仮装はアフロのカツラにカリートの愛用Tシャツというもので、声もカリートに似たプエルトリコ訛りの英語で話していた。リングネームは自身の名前にあやかってチャーリートで登場した）。
RAWではその一戦しか行わず9月12日にスマックダウンに移籍。兄カリートと組みジ・エッジヘッズとノンタイトル戦ながら対戦し、勝利を収める。翌週のスマックダウンでは兄のカリートス・カバナにて共演。ジ・エッジヘッズの保持するWWEタッグ王座に向けて宣戦布告した。さらにその翌週のスマックダウンにおいてジ・エッジヘッズに勝利し、WWEタッグ王者となる。その後はタッグ戦線で活動し、ザ・ブライアン・ケンドリック&エゼキエル・ジャクソンと抗争した。2009年2月頃から世界タッグ王者のジョン・モリソン&ザ・ミズと抗争。4月5日のレッスルマニア25にてモリソン&ミズとのタッグ王座統一戦に勝利し、統一タッグ王者となる。
同年の追加ドラフトにより兄のカリートと共にRAWへ移籍。6月28日のザ・バッシュで試合直前にスマックダウンGMのセオドア・ロングによりトリプルスレット形式に変更された統一タッグ王座戦で王座を失う。その後に何度か王者組と再戦するが惜敗し責任を自分に押し付けられカリートから暴行を受けた。7月のナイト・オブ・チャンピオンズでは6パック・チャレンジ形式のUS王座戦にはビッグ・ショーの代わりに出場し、途中にコンビネーション技を決めたりし、終盤にはカリートが王座を譲るような仕草を見せたが、カバーに行く途中背中を向けた所でバックスタバーを敢行され惜しくも王座を逃した（カリートもその後脱落）。以降はジョバー的な役割での登場が多くなる。
2010年5月6日のWWE・スーパースターズでカリートと対決した際にタッグ再結成を持ちかけられ、応諾。翌週のRAWでテッド・デビアス・ジュニアに買収されカリートとともにRトゥルースを急襲しヒールターンした。しかし5月21日にカリートがウェルネス・ポリシー違反のためWWEを解雇されたため、主にダーク・マッチへの出場が多くなった。NXTシーズン3ではAJを指導するプロを担当した。
その後は状況によってベビーフェイスかヒールか解りづらい位置にいたが、2011年1月13日のスーパースターズで8人タッグマッチにおいて、ヨシ・タツらのベビーフェイス軍団に参加。ザック・ライダーに強烈なトルネードDDTを決めるなど勝利に貢献した。しかし翌週1月20日のスーパースターズでは何事も無かったかのようにライダーとのタッグでヒールとして登場した。1月27日放送のWWE・スーパースターズではライダーとのタッグ結成を表明し、『DZP』（DOWN for ZACK and PRIMO）というタッグ名で活動していたが目立った成績を残せないままタッグは自然消滅した（6月16日放送のスーパースターズでライダーとの対戦の際に実況陣により「プリモ自身がシングルでの活動を希望した」との説明がなされた）。11月11日に収録されたSmackDown!にはフニコ、従兄弟のエピコのセコンドとして、久しぶりに登場した。翌11月17日のSuperstarsにはエピコとタッグを組み、ウーソズに勝利した。また、11月30日、12月1日に横浜アリーナで行われたRAWワールドツアー日本公演に出場している。その後エピコと本格的にタッグチームを組むことになり、ローザ・メンデスがマネージャーとして帯同。
2012年1月、WWEタッグ王座を保持していたエア・ブーンのエヴァン・ボーンがウェルネスポリシーに違反したことにより60日間の試合出場停止処分が下されたため、緊急措置として15日にカリフォルニア州オークランドにて行われたハウスショーでタッグ王座を奪取した。数ヶ月間王座を守っていたが、R・トゥルース＆キングストン組に王座奪取され、再戦権もマネージャーのAWの裏切りによって手放すこととなってしまった。その後もタッグ戦線で活動。
2013年9月、フェルナンド（エピコ）と闘牛のような全身タイツを着用したミニ・エストレージャであるエル・トリートと共に闘牛士ギミックであるロス・マタドールズ（発音ではロス・マタドーレス）として再出発。リングネームもディエゴ（Diego）へと改名し、プロモーションを展開。9月30日のRAWにてデビューし、3MBを相手に快勝した。
2016年4月、プリモに名前を戻し、プロモーションを開始。

## 得意技

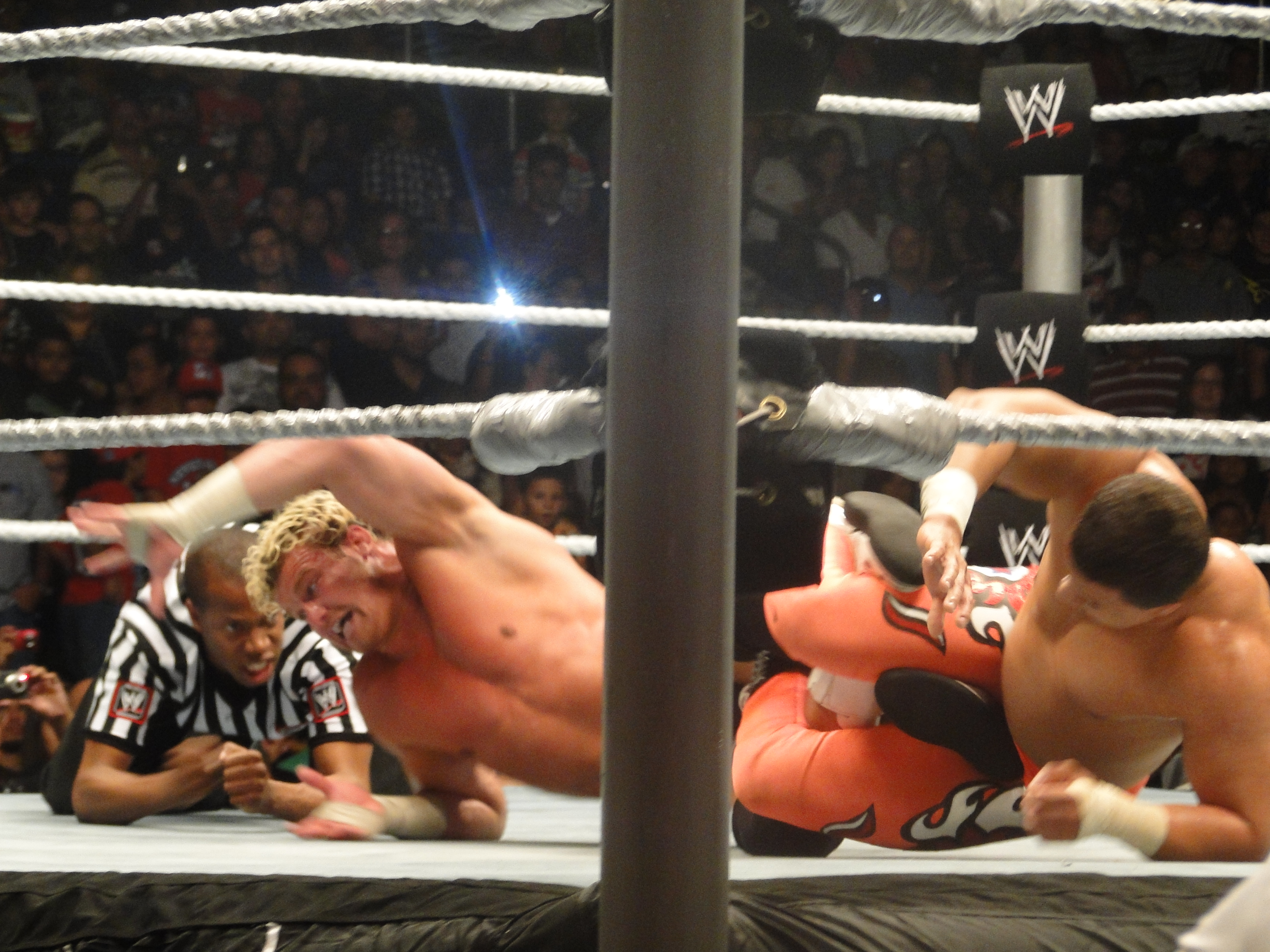
足4の字固め

バック・スタバー
フィニッシャー。変形バックブリーカー。相手の背中に両膝を押し当ててから後ろに倒れこむことによって背中に衝撃を与える技。兄、カリートのものと同型。
カリートが解雇されてから使用するようになった。
ダブル・ニー・バック・スタバー
バック・スタバーの体勢で相手の顎に両膝を押し当てて倒れ込みダメージを与える技。
ダイビング・ヘッドバット
ダイビング・クロス・ボディ
ドロップキック
足4の字固め
飛びつき式トルネードDDT

## 獲得タイトル
WWE

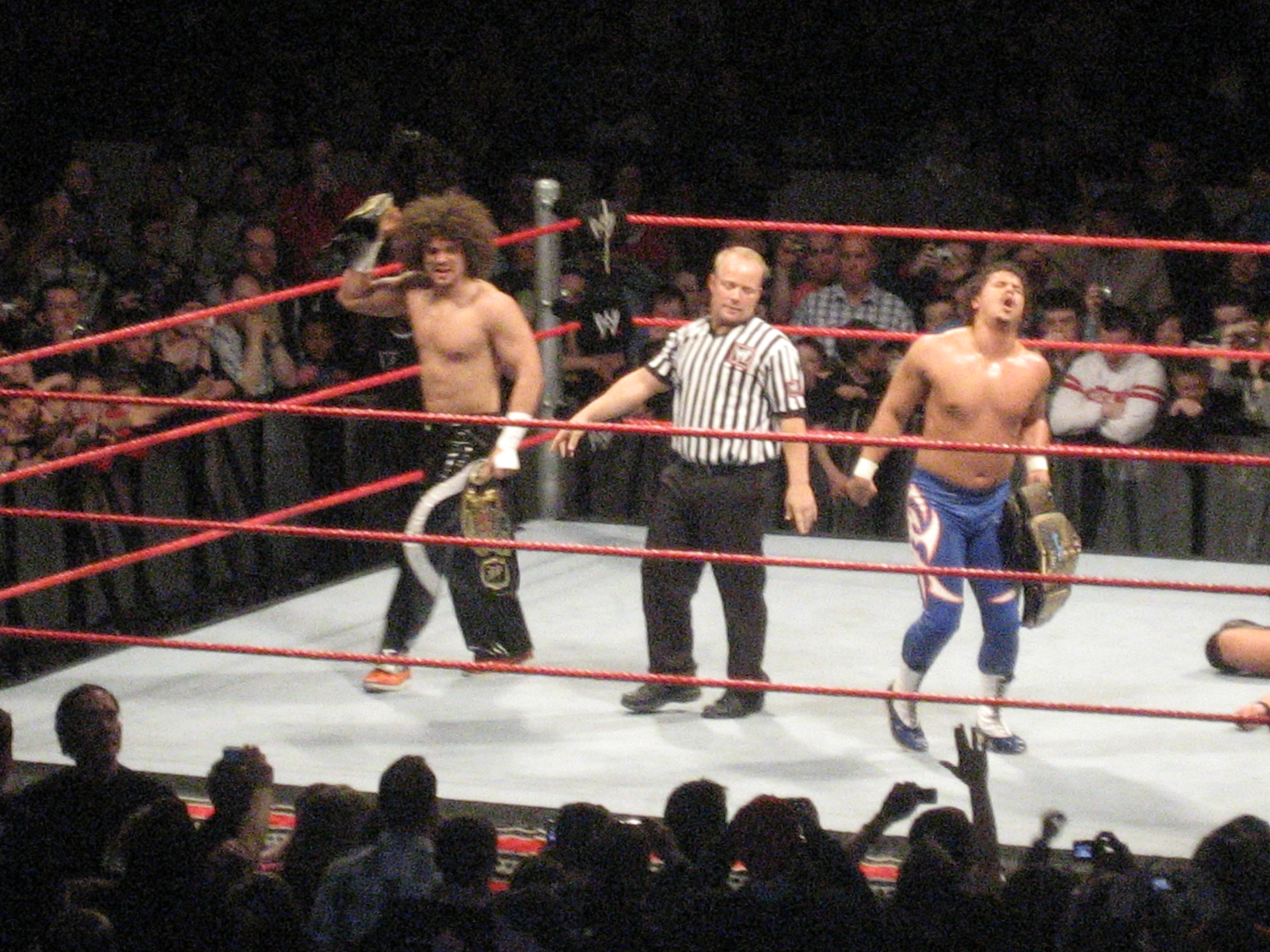
WWEタッグ王座

- WWEタッグ王座 : 2回（w / カリート、エピコ）
- 世界タッグ王座 : 1回（w / カリート）

FCW
- FCWフロリダタッグ王座 : 3回（w / エリック・ペレス×3）

WWC
- WWCユニバーサル・ヘビー級王座 : 6回
- WWC世界タッグ王座 : 1回（w / カリート）
- WWC世界ジュニアヘビー級王座 : 6回
- WWCプエルトリコ・ヘビー級王座 : 5回

## 入場曲
- I Want It Now
- Cool
- Parrandero
- Oh Puerto Rico
- Barcode
- Enchanted Isle
- Olē Olē
- Shining Star
- Primos - 現在使用中